# کونچوکوخابل
کونچوکوخابل (به لاتین: Kunchukokhabl) یک منطقهٔ مسکونی در روسیه است که در آدیغیه واقع شده‌است.